# Madhuca orientalis
Madhuca orientalis är en tvåhjärtbladig växtart som först beskrevs av Van den Assem, och fick sitt nu gällande namn av Terence Dale Pennington. Madhuca orientalis ingår i släktet Madhuca och familjen Sapotaceae. Inga underarter finns listade i Catalogue of Life.